# Любовта в трудовете на Фром
Любовта – отговор на проблема за човешкото съществуване.

## Любовта това не е абстракция
Карл Маркс критикува грешността на превръщането на предиката (тоест Абстракцията) в субект. В резултат на такова действие любовта се превръща в Молох..
Ерих Фром обръща внимание на това, че любовта е абстракция и "в действителност съществува само, акта на обичането.

### Любов, това не е предмет, а процес, действие, акт
Идиоматичните изменения произхождащи от езиците правят любовта предмет: „в мен има голяма любов към теб“. Такова изразяване е безсмислено..
Може да се говори за любещия човек, за любовта на човека, но не и за човек на любовта. "Съществителното „любов“, което е само абстракция на дейността да обичаш някого, се превръща в субект на действието. Любовта се става богиня, идол, върху който човек проектира своите чувства; в този процес на отчуждаване той престава да изпитва любов, като способността му да обича преминава в поклонение пред богинята Любов. Така човекът престава да бъде активен, чувстващ индивид и се превръща в отчужден идолопоклонник.".

„Някои съществителни имена имат същата функция: например любовта, гордостта, омразата и радостта създават усещането за устойчиви, неразрушими субстанции, но зад тях не стои нищо реално; те само ни пречат да разберем, че става въпрос за процеси, протичащи в човешкото съзнание.“.

### Любовта, това не е само чувство
Еротична любов – „Да обичаш някого, не е само силно чувство – това е решение, преценка, обещание. Ако любовта бе само чувство, обещаниието за вечна любов би било безпочвено. Едно чувство идва и може да си отиде. Как да отсъдя, че то ще остане завинаги, след като моя акт не съдържа преценка и решение?“.

## Две противоположни форми на любов
Ерих Фром сравнява две противоположни форми на любов: любов в модуса да бъдеш или продуктивна любов, и любов в модуса да имаш или непродуктивна любов. Ако първата „предполага да се грижиш, да познаваш, да откликваш, да проявяваш чувства, да се наслаждаваш. Любовта може да бъде насочена към човек, дърво, картина, идея. Тя създава и засилва усещането за пълнота в живота. Това е процес на самообновяване и самообогатяване“, то втората означава лишаване на обекта на „любовта“ от свобода и задържането му под контрол. „Такава любов не вдъхва живот, а ограничава, умъртвява, задушава, убива.“.

### Любовта в модуса да бъдеш или продуктивната любов
Такива световни религии като Будизъм, Юдаизъм, Християнство и ред други религии и учения се посвещават на културата на продуктивната любов.

Но продуктивната любов се явява по-скоро изключение, отколкото правило., и това наблюдение резонира с библейското „защото тесни са вратата и стеснен е пътят, който води в живота, и малцина ги намират.“ (Матей 7:14).

За разбиране на природата на любовта е необходимо да се разбере природата на човека: „Човекът може да се приспособи към робството, но този процес ще бъде съпроводен от понижаване на неговите интелектуални и нравствени качества. Той може да се приспособи към общество, пропито от взаимна подозрителност и враждебност, но в този процес той става слаб и опустошен. Човекът може и да се приспособи към условия, които изискват от него да потисне сексуалните си стремежи, но за да осъществи това потискане, както показа Фройд, той развива невротични симптоми. Той може да се приспособи почти към всеки културен модел, но щом този модел влиза в противоречие с неговата природа, вътре в човека възникват душевни и емоционални разстройства, които в края на краищата го принуждават да промени тези условия, тъй като той не може да промени природата си.“. Важно място в учението за природата на човека заема раздела за екзистенциалните и исторически дихотомии на човека, за водещата етика.

Само ако човек „разбере своето действително положение, само ако разбере дихотомиите, присъщи за неговото съществуване, и осъзнае своята способност да разкрие всичките си сили, той ще бъде в състояние да разреши собствената си задача: да бъде самият себе си и да постигне щастие чрез пълното осъществяване на онези качества, които са специфично човешки – разум, любов и продуктивен труд“.

## Любов в модуса да имаш или непродуктивна любов
| „ | Преходът от „влюбването" към илюзията, че „притежаваш" любов често може да се наблюдава в конкретни подробности, като се проследи историята на партньори, които са се „влюбили"*. (В „Изкуството да обичаш" – The Art of Loving, подчертавам, че думата „falling" в израза „falling in love" сама по себе си е противоречие. Тъй като любовта е продуктивна дейност, човек може само да „стои" – да бъде влюбен или да „Върви" – да гради любовта си. Не може да „падне", да изпадне в любов, защото това предполага пасивност) В периода на ухажването никой не е сигурен в другия, всеки се опитва да спечели онзи, когото харесва. И двамата обаче са пълни с живот, привлекателни са, интересни, дори красиви – защото радостта от живота винаги одухотВорява. Още нито един от двамата не притежава другия. Следователно енергията и на двамата е с битийна ориентация, т.е. всеки от тях се стреми да дава на другия и да го насърчава. След сключването на брак много често ситуацията коренно се променя. Брачният договор дава на всеки от партньорите изключителни права на собственост над тялото, чувствата и вниманието на другия. Вече няма нужда да се стремиш да спечелиш партньора, защото любовта се е превърнала в нещо, което вече притежаваш, в един вид собственост. Съпрузите престават да полагат усилия да събуждат и да даряват любов, започват да си омръзват и в резултат на това красотата и магията изчезват И двамата са разочаровани и объркани. Сякаш вече не са онези хора, които са били. Дали не са сгрешили? Обикновено всеки търси вината в другия и се чувства измамен. И никой от тях не забелязва, че сега те вече не се държат така, както когато са били влюбени един в друг; погрешната мисъл, че човек вече притежава любовта, е станала причина да престанат да обичат От този момент нататък те се задоволяват да поделят владеенето на това, което притежават: пари, обществено положение, дом, деца. Следователно, в някои случаи бракът, създаден с любов, се превръща в приятелско владеене на собствеността, в нещо като корпорация, в която егоцентризмът на единия се обединява с егоцентризма на другия и се създава нещо общо – „семейството“. Когато съпрузите не могат да подновят предишното любовно чувство, единият или другият може да реши, че нов партньор (или партньори) ще задоволи копнежа му да бъде обичан. Те осъзнават, че единственото, което искат да имат, е любов. Но за тях любовта не е израз на същността им, а богиня, на която искат да се подчинят И неизбежно се провалят в любовта, защото „любовта е дете на свободата" (както се казва в една стара френска песен), а прекланящият се пред богинята на любовта накрая става толкова пасивен, че изцяло загубва някогашното си очарование. | “ |

## Любовта, това е изкуство
Болшинството хора изхождат от предпоставката, че "любовта е приятно усещане, чието преживяване е въпрос на шанс – нещо, в което „хлътваш“, ако имаш щастие", въпреки това проведено изследване на природата на любовта от Ерих Фром показва, че „любовта е изкуство, също като живота“ и това изкуство изисква „знания и усилия“.

Фром своите работи отразява много аспекти на любовта: изкуство, самообновяване, самообогатяване, наслада и така нататък и при излагането на теорията на любовта той дава следното описание: „Любовта е действена загриженост, за живота и благото на онова, което обичаме“.

Той също изследва мотивацията за дейност и показва, че активността бива два вида, творческата активност, отличаваща се от „пасивната“ активност.

## Теория на любовта

### Любовта – отговор на проблема за човешкото съществуване
Човекът е осъзнаващ себе си и поради, което е отчужден от природата, от другите хора. Ето защо най-дълбоката и същностно човешка потребност е желанието да се напусне затвора на самотата и стремежда да се намери единство с другите хора. „Историята на религията и философията е история на тези отговори, на тяхното разнообразие, а също и на тяхната ограниченост".

И пълно единение е възможно само в „достигането на междуличностно единение, сливане с друго човешко същество в любовта“. Заедно с истинската, зряла форма на любовта съществуват и незрели нейни форми, които могат да бъдат наречени симбиотична привързаност. „Пасивната форма на симбиотично единение е подчинението или, ако използваме клиничния термин – мазохизмът“.
„Активната форма на симбиотично единение е господството или, ако използваме психологичния термин, съответстващ на мазохизма – садизмът".

„За разлика от симбиотичното единение, зрялата любов е единение при условието на запазване целостта на личността, на индивидуалността. Любовта е действена сила в човека, сила, която срутва преградите между хората, съединява ги един с друг; любовта кара човека да превъзмогне чувството за изолираност и отделеност, позволявайки му да бъде самият той, да съхрани своята цялостност. В любовта е налице парадоксът, че две същества става едно цяло, обаче си остават две.".
„Установено е, че фрустрацията на потребността за любов води до влошаване на физическото и психическо състояние.“.

### Любов между родители и деца
Новороденото възприема майката като източник на топлина и храна, то се намира в еуфорично състояние на удовлетвореност и безопасност, в нарцистично състояние. По-късно достига до преживяване на „гарантирана“ майчина любов „аз съм обичан, защото съм аз“. Ако майчината любов е това, то тя е „като благословия, ако я няма, сякаш цялата красота си е отишла от живота – и не мога да сторя нищо, за да я сътворя.“. Времето минава и у детето се появява усещане за способността да предизвика любов чрез собствената си активност. „За първи път в живота на детето идеята за любовта се преобразува от това да те обичат в това ти да обичаш; да пораждаш любов“.
| „ | Необходимо е да минат много години от този първи миг до една зряла обич. Вече в юношеството си детето е превъзмогнало своя егоцентризъм – другият човек вече не е преди всичко средство за задоволяване на нуждите му. Нуждите на другия човек са еднакво важни, всъщност дори са станали по-важни. Да даваш, носи по-голямо удоволствие, повече радост, отколкото да получаваш. Да обичаш, е по-хубаво дори от това да си обичан. Започвайки да обича, то е излязло от затворническата килия на своята самота и изолираност – дело на нарцисизма и егоцентризма. То има чувството за нов съюз, за взаимност, за единство. Нещо повече – то чувства сила да събужда обич, когато обича, а не да я получава, понеже е обичано в качеството му на малко, безпомощно, неукрепнало или „добро". Детската обич се придържа към принципа „обичам, понеже съм обичан", а зрялата – към „обичат ме, защото обичам". Детската любов казва „обичам те, защото се нуждая от теб", а зрялата – „нуждая се от теб, защото те обичам".. | “ |

В родителската любов всеки възрастен човек притежава и майчинито и бащиното начало. Майчината любов (майчиното начало) е безусловна, а бащината любов (бащиното начало) е условна. "зрелият човек обича не само чрез майчинското, но също и чрез бащинското си съзнание, въпреки факта, че те привидно си противоречат. Ако запази само бащинското си съзнание, той би станал рязък и безчовечен. Ако запази само своето майчинско съзнание, би загубил способността си трезво да преценява, ставайки спънка за собственото си и на околните развитие. „…зрелый человек соединяет в своей любви материнское и отцовское чувства, несмотря на то, что они, казалось бы, противоположны друг другу. Если бы он обладал только отцовским чувством, то был бы злым и бесчеловечным. Если бы обладал лишь материнским, то был бы склонен к утрате здравомыслия, препятствуя себе и другим в развитии“. Едното начало не е достатъчно за нормално развитие на личността.

### Обекти на любовта
Способността да се обича е тясно свързана с отношението на човек към света изобщо, а не само към един „обект“ на любовта. Ето защо любовта е нагласа, ориентация на характера. Въпреки това повечето хора са уверени, че любовта не зависи от собствената им способност да обичат, а от качествата на обекта на тяхната любов. "Нещо повече, те дори вярват, че когато обичат единствено „обичания“ човек, това е доказателство за силата на техните чувства.", разбира се това не е любов, а симбиотично единение.

По този начин любовта е ориентация, която е насочена към всичко, а не към едно нещо. Също така съществуват и различия между различните видове любов, в зависимост от обектите.

#### Братска любов
„Онзи основополагащ вид любов, върху който се опират всички останали нейни форми, е братската любов.“. Под нея се разбира отговорност, загриженост, "уважение към всяко друго човешко същество, желание да го познаваме и утвърждаваме. За този вид обич се отнася библейската повеля: „Обичай ближния си като себе си. „Братската обич може да бъде достояние на всички хора, характерно за нея е отсъствието на всякаква изключителност. Ако съм овладял изкуството да обичам, не мога да не обичам своите братя.“.

Братската обич е обич между равни. Фактически обаче ние невинаги сме „равни" – доколкото сме човешки създания и всеки от нас се нуждае от помощ. Днес аз, утре вие. Това обаче не означава, че един е безпомощен, а друг – всесилен. Безпомощността е преходна, а способността да стоиш и да ходиш на собствените си – крака е постоянното и общото състояние на хората.. Същинската обич започва само в сърцето на ония, които не преследват никаква цел. .

#### Майчинска любов
Майчинската любов има два аспекта: единия е загриженост, отговорност, познание и уважение, абсолютно необходими за запазването на здравето на детето и неговото физическо израстване. "Другият аспект надхвърля тези граници и се изразява във внушаване на детето на обич към живота, вдъхваща му чувството: Колко е хубаво да живееш, колко е хубаво да си малко момче или момиче, колко е хубаво да съществуваш на тази земя! Двете страни на майчината обич са изразени кратко и ясно в библейската притча за сътворението. Бог създава света и човека. Това кореспондира на обикновената грижа и на. утвърждаването на битието. Той обаче отива тю-далеч от минималното изискване. Всеки ден в процеса на сътворението на природата – и на човека – Бог казва: „Това е добро." Майчината обич при този втори етап внушава на детето: Колко е хубаво, че си се родило! Това вдъхва на детето обич към живота освен елементарното желание да живее. ".

При това жената трябва да бъде не само добра майка, но и щастлив човек.

„Детето обаче трябва да расте. Трябва да излезе от утробата на майка си, да се отбие от нейната кърмяща гръд и в края на краищата да стане напълно самостоятелно човешко същество. Същността на майчината обич е да се полагат грижи за израстване на детето, а това практически означава желание за отделянето му от майката. Тук е основната разлика между нейната и еротичната любов. При еротичната любов двама души се сливат в едно цяло. При майчината обич две същества, които са били едно цяло, се разделят. Майката не само трябва да се примирява, но и да желае и да подпомага отделянето на детето от себе си. На този стадий майчината обич се превръща в толкова трудна задача, че изисква самопожертвувателност, умение да дадеш всичко, без да искаш нищо друго освен щастието на любимото дете.“.

„Майчината обич към растящото дете, обич, която не иска нищо в замяна, е може би най-трудната форма на обичта, а освен това е измамлива поради лекотата, с която се поражда в душата на майката. Трудността идва от това, че истински любяща майка може да бъде онази, която е способна да обича; ако тя е в състояние да обича своя съпруг, другите деца, чуждите хора, всички човешки създания.“.

#### Еротична любов
Общо за братската и майчината любов се явява това, че те по своята същност не се ограничават до един човек. Любовта към детето не спира до собственото дете, а се разпростира до всички мои деца; нещо повече тя се разпространява към всички чужди деца, които се нуждаят от помощ. Братската любов също не се опира до любовта към брата, а до всички хора на Земята като братя.

Противоположна е ситуацията с еротичната любов, която е насочена към пълно единение, сливане с един-единствен човек. Тя по своята същност е изключваща, а не всеобща.

Еротичната любов е най-измамния вид любов. Еротичната любов често се бърка с енергично, подвижно, бурно преживяване на „влюбеност“ (романтична любов), когато в началото преградите, които е имало между двама чужди хора паднат. Но това преживяване за внезапна близост е краткотрайно. Тази ситуация е отразена в разказа за Адам и Ева, за които близостта се потвърждава, преди всичко чрез полов контакт, но които още не са се научили да се обичат („което проличава от факта, че Адам се самозащитава, обвинявайки Ева, вместо да се опита да я защити“)).

„Има и друга фактори, които според много хора помагат за сближаване и за преодоляване на изолираността: споделяне на лични преживявания, надежди и тре¬воги, прибягване до детинщини или до детска наивност...С течение на времето тези форми на близост все повече избледняват и започва търсене на обич към друг човек, към нов непознат.“. И тогава отново възниква желание за сближаване с друг човек и историята се повтаря.

Полово желание. Полово желание изисква съвокупляване, но то (физическото влечение) се основава не само на снемане на болезненото напрежение. Особеностите на сексуалното желание са такива, че то провокира или свободно се обединява с други силни емоции. Емоциите могат да бъдат не само свързани с любов, но и с объркване, безпокойство, вълнение, самота, жажда да бъдем подчинени, потребност да причиняваме болка и да унижаваме или да ни унижават. То запалва за кратко химерата на единението, но без любов „оставя хората също толкова чужди, колкото са били и преди това“.
Нещо повече, понякога сексуалното желание ги кара да „започват да се срамуват един от друг, дори да се мразят, понеже след като се разсее илюзията, чувстват отчуждението си по-силно от преди.“.

Нежност. В тези същите случаи, когато физическата близост се явява следствие от любовта, тя е лишена от изисквания, потребност да се покорява или да бъдем покорени, а е изпълнена с нежност. „Нежност не означава, както вярваше Фройд, сублимация на половия инстинкт; това е пряк резултат от братската любов и присъства както във физическа, така и в нефизическа форма на любов.“.

Често под еротична любов се разбира непродуктивна форма на любов – любов, оснавана на обсебване или егоизъм за двама. „Чувството им за единение е илюзия. Еротичната любов е изключителна, но чрез другия човек тя обича цялото човечество, всичко живо. Еротичната любов изключва любовта към другите само в смисъла на еротично сливане, пълно себеотдаване във всички аспекти на живота – но не и в смисъла на дълбока братска любов.“.

Общо и индивидуално. Воля и уникално влечение. Доколко всички мъже са като Адам, а всички жени са като Ева, то любовта трябва да бъде акт на волята, пълна решимост да се обедини своя живот с живота на другия човек. Но дотолкова, доколкото всеки от нас е уникално, неповторимо същество, то „еротичната любов има определени, в голяма степен индивидуални елементи, които присъстват не във всички хора.“ .

Брак. „Двете становища – че еротичната любов е напълно индивидуално, уникално по своя характер привличане или че тя не е нищо друго освен акт на волята – са верни, или ако се изразим по-добре, истината не е нито едното, нито другото. Затова схващането, че ако не е успешна една такава връзка, лесно може да бъде пре¬кратена, е еднакво погрешно както и разбирането, че в никакъв случай тя не трябва да бъде разтрогвана.“.

#### Любов към себе си
Твърдението, че е добродетел на обичаш другите хора („обичай ближния си, както себе си“) и е лошо да обичаш себе си е вътрешно противоречиво, дотоколкова, доколкото аз също съм човек. Любов това е активна борба за развитие и щастие на любимия човек, идваща от самата способност да обичаме и нагласата за любов към себе си присъства във всеки, който е способен да обича другите..

На срещуположната страна е егоиста, който не може да обича другите, но също така не е способен да обича и самия себе си.

Егоизма може да се проявява също и във форма на „алтруизъм“.

„Несебичният“ човек не иска нищо за себе си. Той „живее само за другите", горд е, че не се изтъква на преден план, но е озадачен защо въпреки своята самопожертвувателност се чувства нещастен и взаимоотно¬шенията му с най-близките не са добри. Психоаналитичната работа сочи, че такава самопожертвувателност не е извън другите негови симптоми, а само един от тях, всъщност най-важният – че възможностите му да обича или да се радва на каквато и да е личност са парализирани, проникнат е от озлобление и зад фасадата на саможертвата се крие изтънчено, но не по-слабо чувство на егоцентризъм. Такова лице може да бъде излекувано само ако самопожертвувателността му също се приеме като симптом заедно с другите признаци на неврозата, тъй че да може да се коригира липсата на продуктивност у него, която е първопричина за самопожертвувателност и за другите му страдания.
.

„Ако индивидът може да обича съзидателно, той обича също и себе си; ако обича само другите, то той въобще не може да обича.“.

#### Любов към Бог
Основата на религиозната форма на любов, любовта към Бог, също съдържа преживяване на единство и произтичащата от това потребност да се преодолее тревогата от отделеността чрез обединяване.

В примитивните религии животното се олицетворява от тотем, на по-крайните стадии, това са идолите, творение на човешката ръка. После се появява антропоморфния бог и две тенденции.
„Първата е свързана-с женската или мъжката природа на боговете, а втората – със степента на постигнатата от човека зрелост, определяща същността на неговите богове и характера на обичта му към тях.“.

Развитието отива по-нататък и „Той става онова, което е потенциално в монотеистичната теология – безименният Един, неизразим безмълвник, насочващ единството, залегнало в основата на феноменалната. Вселена, основа на всичко съществуващо. Бог става истина, обич, справедливост. Бог е Аз, доколкото аз съм човек.“.

Появата на нетеистични системи (ранния будизъм, даосизъм). „За нетеистичната система няма духовен свят извън или над човека. Светът на обичта, на разума и на справедливостта съ¬ществува като реалност само защото и дотолкова, до¬колкото човекът е успял да развие тези сили в себе си в хода на еволюцията. Според този възглед животът няма смисъл, такъв му дава самият човек. Човекът е съвършено сам, освен когато помага на другите хора.“. От една гледна точка строгия монотеизъм и нетеистичните системи „не трябва да се борят една против друга“.
Различието в религиите, системите и ученията лежи също и в различните логически системи, които са положени в тяхната основа. Аристотеловата логика е тази, която „води до католическата църква, догмата и науката към откриването на атомната енергия“. И парадоксальная логика.

"Привържениците на парадоксалната логика твърдят, че чо¬век може да схване реалността само в противоречивата ѝ страна и изобщо не е в състояние да възприеме с ми¬съл пределната реалност-единство, самото Едно. Следователно човек не поставя като крайна цел да намери отговор на своите въпроси с помощта на мисълта. Тя ни води към знание, което не може да даде окончателен отговор. Светът на мисълта попада в клопката на парадокса. Единственият начин, по който светът може да бъде възприет напълно, е свързан не с мисълта, а с действието, с 'изживяване на единението. Тази парадоксална логика стига до извода, че обичта към Бога не е нито знание за Него, придобито с мисъл, нито мисъл за обич към Бога, а самото изживяване на единението с Бога..

„Това разбиране поставя ударението върху праведния начин на живот. Всичко в живота, всяка незначителна или важна постъпка е посветена на опознаване на Бога, но не с праведни мисли, а с праведни действия.“.

"В най-новата история намираме същия принцип в трудовете на Спиноза, Маркс и Фройд. Във философията на Спиноза ударението се измества от праведната вяра върху праведното житейско поведение. Маркс под¬държа същия принцип с мисълта си: „Философите са обяснявали света по различни начини, а задачата е той да бъде преобразен." Парадоксалната логика на Фройд насочва този принцип към процеса на психоаналитичната терапия, към постоянно задълбочаващото се проникване в личността.. Парадоксалната логика утвърждава че „ударението се поставя върху действието, а не върху мисълта.“. Тази нагласа първо води до търпимост, а като втоор „насочва вниманието върху преобразяването на човека, а не върху развитието на догмата, от една страна, и на науката от друга.“.

"Сега можем да се върнем на една важна съпоставка между обичта към родителите и обичта към Бога. Детето започва живота чрез привързаността към майка си като „основа на всичко съществуващо". То се чувства безпомощно и се нуждае от нейната всеотдайна обич. После се обръща към бащата като нов център на своята привързаност, като ръководен принцип за мисълта и действието. На този стадий поведението на детето се мотивира от потребността му да получи одоб¬рението на бащата и да предотврати недоволството му. В зрелостта си човекът се освобождава от фигурите на майката и на бащата като закрилящи и ръководни сили и приема в себе си майчинския и бащинския принцип. Става майка и баща на самия себе си. Той вече е баща и майка. В историята на човечеството откриваме и можем да очакваме същото развитие: от началото на обичта към Бога като безпомощен придатък към Богинята майка, през безпрекословната привързаност към Бога отец, до зрелия стадий, в който Бог престава да бъде външна сила, а човек приема в себе си принципи¬те на обичта и справедливостта, става едно цяло с Бога и накрая достига състояние, в което се споменава за Бог само в поетичен, символичен смисъл.

Тези съображения потвърждават, че обичта към Бога не може да се отдели от обичта към родителите. Ако човек не се откъсне от кръвните връзки с майката, рода, нацията и съхрани детската зависимост от един наказващ и възнаграждаващ баща или от друг авторитет, той не би могъл да постигне по-зряла обич към Бога. В такъв случай вярата му може да се сравни с ранната фаза на човешката религия, в която Бог се е възприемал като покровителка майка или като наказващ-награждаващ баща.

В съвременните религиозни течения могат да се крият всички тези стадии – от най-ранните, първобитни форми, до най-висшата, все още действаща. Думата „Бог“ означава и племенният вожд, и „абсолютното нищо". По същия начин всеки индивид запазва в себе си, в подсъзнанието си, както посочи Фройд, всички етапи – от безпомощно бебе до зряла възраст. Възниква въпросът, до какво „равнище той е израснал. Едно е безспорно: природата на обичта му към Бога съответства на природата на обичта му към човека.
И по-нататък, реалното качество на обичта му към Бога и към човека често е несъзнавано – засенчено и мотивирано от една по-зряла мисъл, свързана с въпроса, каква е всъщност неговата обич. Освен това обичта към човека, макар и здраво вкоренена в отношенията му към неговото семейство, в края на краищата се определя от структурата на обществото, в което живее индивидът. Ако тя се характеризира с подчиняваме на някакъв авторитет – независимо дали е открит или анонимен, – например пазара и общественото мнение, идеята му за Бога неизбежно ще бъде детска по природата си и твърде отдалечена от зрялата концепция, чиито семена би трябвало да се търсят в историята на монотеистичната религия.“.